# Solas
Solas és una pel·lícula espanyola del 1999, que fou l'ópera prima del director andalús Benito Zambrano i va rebre nombrosos premis. Al 49è Festival Internacional de Cinema de Berlín va obtenir el Premi del Públic en la Secció Panorama. Després ha format part de multitud de festivals guanyant en diversos apartats.

## Argument
La seva trama transcorre al llarg del breu temps que Rosa (María Galiana) passa, mentre el seu marit està convalescent a l'hospital, a casa de la seva filla María (Ana Fernández). Aquesta és una jove que malviu amb treballs temporals —quan els té—, i que s'acaba de quedar embarassada d'un home que no l'estima i que no està disposat a assumir responsabilitats amb ella. Per a María, l'únic consol és la beguda.
Rosa s'esforçarà per cuidar, el poquet que ella sap, a la seva filla, al seu marit a l'hospital durant el dia, i fins i tot al veí (Carlos Álvarez-Nóvoa Sánchez), un home asturià a qui se li fa costa amunt viure en societat i que només es porta bé amb el seu gos Aquiles. L'actitud pacient, afectuosa i discreta de la mare farà mossa en el cor endurit de la filla, avivarà les il·lusions del veí i deixarà un deixant d'esperança, donant-los a tots una lliçó magistral de convivència i d'humilitat.

## Repartiment
- María Galiana - Mare
- Ana Fernández - María
- Carlos Álvarez-Nóvoa - Veí
- Antonio Dechent - Metge
- Paco De Osca - Pare

## Palmarès cinematogràfic
XIV Premis Goya
| Categoria                    | Persona                                     | Resultat   |
| ---------------------------- | ------------------------------------------- | ---------- |
| Millor pel·lícula            | Millor pel·lícula                           | Nominada   |
| Més ben director novell      | Benito Zambrano                             | Guanyador  |
| Millor actriu de repartiment | María Galiana                               | Guanyadora |
| Millor actriu revelació      | Ana Fernández                               | Guanyadora |
| Millor actor revelació       | Carlos Álvarez-Nóvoa                        | Guanyador  |
| Millor guió original         | Benito Zambrano                             | Guanyador  |
| Millor música original       | Antonio Meliveo                             | Nominat    |
| Millor muntatge              | Fernando Pardo                              | Nominat    |
| Millor direcció de producció | Eduardo Santana                             | Nominat    |
| Millor so                    | Jorge Marín Patrick Ghislain Carlos Faruolo | Nominats   |

Medalles del Cercle d'Escriptors Cinematogràfics
| Any  | Categoria            | Pel·lícula | Resultat  |
| ---- | -------------------- | ---------- | --------- |
| 1999 | Millor director      | Solas      | Guanyador |
| 1999 | Millor guió original | Solas      | Guanyador |
| 1999 | Premi revelació      | Solas      | Guanyador |

Fotogramas de Plata 1999Millor pel·lícula espanyola

## Adaptació al teatre
Solas va tenir una translació escènica, l'adaptació teatral de la qual va ser a càrrec d'Antonio Onetti, que va ser estrenada al Teatro Central de Sevilla el 22 de febrer de 2005, i produïda per la col·laboració entre ens privats com Maestranza Films i Pentación, i l'ens públic del Centro Andaluz de Teatro (CAT).
Al llarg dels anys 2005 i 2006, va ser representada en teatres com el Teatro Albéniz, lloc de l'estrena a Madrid, el 8 de març de 2006, Nuevo Apolo (Madrid), Tívoli (Barcelona), Teatre Romea (Barcelona), Teatro Circo (Albacete), Teatro Principal (Saragossa), Teatro Municipal José Tamayo (Granada), Teatro Cánovas (Màlaga)...
La producció teatral va ser avalada pel seu triomf en la IX Edició dels Premis Max. L'obra va estar nominada en els apartats de Millor Espectacle, Adaptació d'Obra Teatral (Antonio Onetti) i Director d'Escena (José Carlos Plaza) a més de dues nominacions a la Millor Actriu, Lola Herrera i Natalia Dicenta, guardó finalment aconseguit per Lola Herrera.
Encara que la pel·lícula és el punt de partida de l'espectacle, la versió teatral descobreix nous matisos marcats per la direcció escènica i l'exercici interpretatiu dels seus protagonistes. Sent els actors Carlos Álvarez-Nóvoa, Idilio Cardoso, Aníbal Soto, Eduardo Velasco, Chema del Barco, Marga Martínez, Marina Hernández i Darío Galo qui secunden mare i filla (Herrera i Dicenta) en una història marcada per la desolació i l'esperança.

### Palmarès teatral
| Premi                    | Categoria               | Persona           | Resultat   |
| ------------------------ | ----------------------- | ----------------- | ---------- |
| IX Edició, Premis Max    | Millor actriu           | Lola Herrera      | Guanyadora |
| Fotogramas de Plata 2005 | Millor actriu de teatre | Lola Herrera      | Guanyadora |
| Premi Chivas '06         | Millor director         | José Carlos Plaza | Guanyador  |